# Bernoulli-verdeling
In de kansrekening en de statistiek is de bernoulli-verdeling, genoemd naar de Zwitserse wiskundige Jakob Bernoulli, een discrete kansverdeling die een experiment beschrijft met als enige uitkomsten succes of mislukking. Zo'n experiment heet ook wel een alternatief. Als de stochastische variabele {\displaystyle X} de waarde 1 aanneemt bij succes en 0 bij mislukking, heeft deze een bernoulli-verdeling.  
Een bernoulli-experiment kan onder andere worden gezien als het opgooien van een munt waarbij een van de zijden op succes duidt. De munt is dan zuiver als de kans succes de waarde 0,5 heeft. 
De kansfunctie is
{\displaystyle p_{X}(1)=P(X=1)=p}
{\displaystyle p_{X}(0)=P(X=0)=1-p}
hierin is {\displaystyle p} de kans op succes.
De kansfunctie kan ook geschreven worden als:
{\displaystyle f(k;p)={\begin{cases}p&{\mbox{als }}k=1,\\1-p&{\mbox{als }}k=0,\\0&{\mbox{anders.}}\end{cases}}}
De verwachtingswaarde van een bernoulli-verdeelde stochastische variabele {\displaystyle X} is
{\displaystyle \mathrm {E} (X)=p}
en de variantie is
{\displaystyle \mathrm {var} (X)=p(1-p)}
De bernoulli-verdeling is een lid van de exponentiële familie.

## Verwante verdelingen
- Als {\displaystyle X_{1},\ldots ,X_{n}} onafhankelijke, identiek verdeelde stochastische variabelen zijn, alle bernoulli-verdeeld met kans op succes {\displaystyle p}, dan is {\displaystyle Y=\sum _{k=1}^{n}X_{k}} binomiaal verdeeld met parameters {\displaystyle n} en {\displaystyle p}.

- De bernoulli-verdeling vormt ook de basis voor de geometrische verdeling.